# 정양생
정양생(鄭良生, ? ~ 1392년 6월 29일)은 고려 후기의 문신으로, 본관은 동래(東萊)이다. 정구(鄭矩)·정부(鄭符) 형제의 아버지이다.

## 생애
음서(蔭敍)를 통해 관직을 시작한 듯 하며, 충목왕(忠穆王)조에 별장(別將)을 역임했다.
1364년(공민왕 13) 청주판관(淸州判官)으로 재직 중, 장인 안축(安軸)의 시문집인 『관동와주』의 발문을 지었다.
1366년(공민왕 15) 후사를 두지 못한 공민왕(恭愍王)이 왕비를 새로 들여 왕자를 낳아 보려고 새 왕비 후보를 친히 선발했는데, 당시 정양생의 딸도 덕풍군(德豊君) 왕의(王義), 우상시(右常侍) 안극인(安克仁), 정랑(正郞) 정우(鄭寓)의 딸과 함께 공민왕을 보았다.
그러나 결국 공민왕의 새 비로는 왕의와 안극인의 딸만이 선발되었다.
1376년(우왕 2) 대사헌(大司憲)에 임명되었으며, 이후 봉원군(蓬原君)에 봉해졌다가 1392년(공양왕 3) 졸했다.
시호는 양도(良度)이다.

## 일화
우왕(禑王)이 어느 날 정양생의 집 앞에 와서 도첨가(搗砧歌)를 부르다가, 마을 사람들에게 자기 앞에 있는 집이 누구의 집이냐고 물었다.
우왕은 ‘정 대부(大夫)의 댁입니다.’ 라는 대답을 듣자마자, ‘그 사람은 무섭다. 그 사람은 무섭다.’ 라고 하며 말을 달려 달아났는데, 정양생의 성품이 곧아 함부로 대할 수 없었기 때문이었다.

## 가족 관계
- 증조 - 정균(鄭筠)[8][11] : 대부소경(大府少卿)
  - 조부 - 정유의(鄭惟義)[8] : 판사재시사(判司宰寺事)에 이르렀으며 고려 당대에는 봉유의(蓬惟義)
    - 아버지 - 정호(鄭瑚)[8] : 내산군(萊山君) 벼슬살이 전에는 봉호(蓬鎬),
    - 어머니 - 총랑(摠郞) 송전(宋詮)의 3녀[8]
      - 아우 - 정안생(鄭安生)[8] : 주부(主簿)에 이르렀으며 후에 공민왕이 복성을 허락함에 따라 봉원(蓬原)씨로 복성함,
      - 아우 - 정이생(鄭易生)[8] : 부령(副令)에 이르렀으며 후에 공민왕이 복성을 허락함에 따라 봉원(蓬原)씨로 복성함,
      - 부인 - 도첨의찬성사(都僉議贊成事)·흥녕부원군(興寧府院君)·영예문관사(領藝文館事), 문정공(文貞公) 안축(安軸, 1282년 ~ 1348년)의 딸[2]
        - 장남 - 정규(鄭規)[8] : 전서(典書)에 이르렀으며 후에 공민왕이 복성을 허락함에 따라 봉원(蓬原)씨로 복성하였으나 고려가 멸망함에 따라 정도전의 왕씨멸족이 시작하려하자 반대하였지만 정도전이 끝내 밀어 붙이자 연좌될 것을 우려해 정씨로 개성함,
        - 차남 - 정구(鄭矩, 1350년 ~ 1418년) : 찬성(贊成), 정절공(靖節公)에 이르렀으며 후에 공민왕이 복성을 허락함에 따라 봉원(蓬原)씨로 복성하였으나 형인 정규와 같은 이유로 정씨로 개성함,
        - 3남 - 정부(鄭符, ? ~ 1412년) : 한성부윤(漢城府尹), 증(贈) 좌찬성(左贊成)에 이르렀으며 후에 공민왕이 복성을 허락함에 따라 봉원(蓬原)씨로 복성하였으나 두 형들과 같은 이유로 정씨로 개성,
        - 4남 - 정절(鄭節)[8] : 예조참의(禮曹參議)에 이르렀으며 후에 공민왕이 복성을 허락함에 따라 봉원(蓬原)씨로 복성하였으나 같은 이유로 정씨로 개성,
        - 첫째 사위 - 강회백(姜淮伯, 1357년 ~ 1402년)[12][13] : 참판승추부사(參判承樞府事), 증 우찬성(右贊成)
        - 둘째 사위 - 김존성(金存誠)[8][14] : 예의판서(禮儀判書)
        - 셋째 사위 - 안종약(安從約)[8] : 해주목사(海州牧使)